# Gouvernement Feijóo IV
Galice
Feijóo III Rueda I
Le gouvernement Feijóo IV (en espagnol : Cuarto Gobierno Feijóo, en galicien : Cuarto Goberno Feijóo) est le gouvernement autonome de Galice entre le 7 septembre 2020 et le 16 mai 2022, sous la XIe législature du Parlement.
Il est dirigé par le conservateur Alberto Núñez Feijóo, après la victoire du PP à la majorité absolue lors des élections parlementaires. Il succède au gouvernement Feijóo III et cède le pouvoir au premier gouvernement d'Alfonso Rueda.

## Historique du mandat
Ce gouvernement est dirigé par le président de la Junte de Galice conservateur sortant Alberto Núñez Feijóo. Il est constitué et soutenu par le Parti populaire (PP). Seul, il dispose de 42 députés sur 75, soit 56 % des sièges du Parlement.
Il est formé à la suite des élections parlementaires du 12 juillet 2020.
Il succède donc au gouvernement Feijóo III, également constitué et soutenu par le seul Parti populaire.

### Formation
Après avoir dû repousser les élections prévues le 5 avril 2020 en conséquence de la proclamation de l'état d'alerte dans le cadre de la pandémie de Covid-19, Alberto Núñez Feijóoo convoque les électeurs aux urnes le 12 juillet suivant.
Le scrutin marque la quatrième victoire de rang du président sortant, dont le Parti populaire répète au siège près son résultat électoral alors que le Bloc nationaliste galicien (BNG) devient la seconde force électorale et la première de l'opposition pour la première fois depuis 1997. Investi pour un quatrième mandat le 3 septembre avec 42 voix pour et 33 contre, Alberto Núñez Feijóo est assermenté deux jours plus tard, en présence de la ministre de la Politique territoriale Carolina Darias.
Il constitue deux jours plus tard son quatrième exécutif, qui compte toujours onze membres. Il crée un second poste de vice-président pour Francisco Conde (es), dont le département de l'Économie perd les compétences sur l'emploi au profit d'un département spécifique. Les départements de l'Éducation et de la Culture sont de nouveau réunis. Si les conseillers à l'Éducation et à la Santé, en première ligne dans le cadre de la pandémie de Covid et de la rentrée scolaire, sont remplacés, neuf des onze conseillers sortants sont reconduits.

### Remaniement
Le conseiller aux Finances Valeriano Martínez García (es) meurt le 6 octobre 2021, victime à 60 ans d'un arrêt cardiorespiratoire alors qu'il travaille dans son bureau. Le président le remplace dix jours plus tard par Miguel Corgos (gl), qui occupait depuis 2009 le poste de directeur général du Budget du département (consellería) des Finances après avoir été sous-directeur sous le gouvernement de coalition de gauche ayant précédé Alberto Núñez Feijóo.

## Composition
- Par rapport au gouvernement Feijóo III, les nouveaux conseillers sont indiqués en gras, ceux ayant changé d'attributions le sont en italique.

| Fonction                                                                         | Titulaire | Titulaire                                           | Parti |
| -------------------------------------------------------------------------------- | --------- | --------------------------------------------------- | ----- |
| Président de la Junte                                                            |           | Alberto Núñez Feijóo                                | PP    |
| Premier vice-président Conseiller à la Présidence, à la Justice et au Tourisme   |           | Alfonso Rueda Valenzuela                            | PP    |
| Second vice-président Conseiller à l'Économie, aux Entreprises et à l'Innovation |           | Francisco José Conde López (es)                     | PP    |
| Conseiller aux Finances et aux Administrations publiques                         |           | Valeriano Martínez García (es) (mort le 06/10/2021) | PP    |
| Conseiller aux Finances et aux Administrations publiques                         |           | Miguel Corgos López-Prado (gl) (18/10/2021)         | Sans  |
| Conseillère à l'Environnement, au Territoire et au Logement                      |           | Ángeles Vázquez Mejuto (es)                         | PP    |
| Conseillère aux Infrastructures et à la Mobilité                                 |           | Ethel María Vázquez Mourelle (gl)                   | PP    |
| Conseiller à la Culture, à l'Éducation et à l'Enseignement supérieur             |           | Román Rodríguez González (gl)                       | PP    |
| Conseillère à l'Emploi et à l'Égalité                                            |           | María Jesús Lorenzana Somoza (gl)                   | Sans  |
| Conseiller à la Santé                                                            |           | Julio García Comesaña                               | Sans  |
| Conseillère à la Politique sociale                                               |           | Fabiola García Martínez (gl)                        | PP    |
| Conseiller au Monde rural                                                        |           | José González Vázquez (gl)                          | PP    |
| Conseillère à la Mer                                                             |           | Rosa Quintana Carballo (es)                         | PP    |